# Forcipomyia bifida
Forcipomyia bifida är en tvåvingeart som beskrevs av Wirth och Gustavo R. Spinelli 1992. Forcipomyia bifida ingår i släktet Forcipomyia och familjen svidknott.
Artens utbredningsområde är Jamaica. Inga underarter finns listade i Catalogue of Life.